# Villalgordo del Marquesado
Villalgordo del Marquesado és un municipi de la província de Conca, a la comunitat autònoma de Castella-La Manxa.

## Demografia
| 1991 |  | 1996 |  | 2001 |  | 2004 |
| ---- |  | ---- |  | ---- |  | ---- |
| 187  |  | 146  |  | 115  |  | 114  |